# جي بي واست-فرنسا 2015
جي بي واست-فرنسا 2015 (بالإنجليزية: 2015 GP Ouest-france)‏ هو سباق دراجات هوائية أقيم بتاريخ 30 أغسطس 2015، تكون السباق من 1 مراحل وامتدّ لمسافة 229.1 كم بسرعة 41.5 كم/س، استغرق السباق 5:31:32. فاز به النرويجي ألكسندر كريستوف.

## الترتيب
| م                     | الدرّاج          | البلد   | الزمن   |
| --------------------- | --------------- | ------- | ------- |
| الفائز بالترتيب العام | ألكسندر كريستوف | النرويج | 5:31:32 |